# 葦守八幡宮

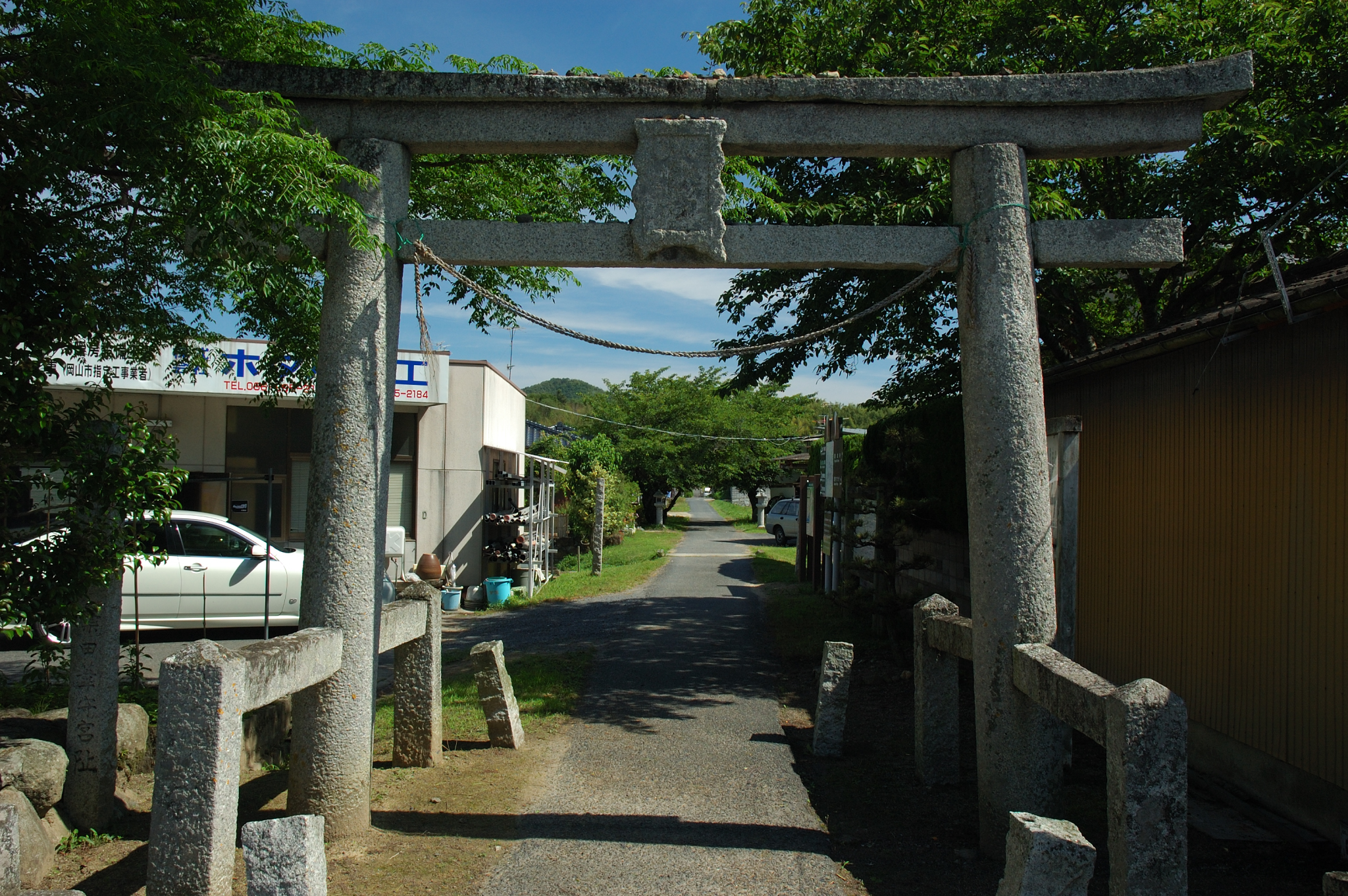
建立年代が明らかな日本最古の鳥居（重要文化財）

葦守八幡宮（あしもりはちまんぐう）は岡山県岡山市北区下足守にある神社。旧社格は郷社。建立年代の明らかなものとしては日本最古の鳥居がある。

## 歴史
日本書紀の卷第十・譽田天皇紀の五．追隨妃兄媛歸省之吉備行幸に「庚寅、亦移居於葉田葦守宮時御友別參赴之」とある。これによれば、応神天皇が帰省した妃の吉備兄媛を追って応神天皇22年9月に行幸し、葉田葦守宮で兄媛とその兄・御友別命に饗応を受けたとされる。御友別命はこの行幸地に天皇の死後、天皇の遺徳を偲んで祭祀し葉田葦守宮を設けた。これが葦守八幡宮の始めであるとされている。
平安時代末期の嘉応元年（1169年）に描かれた「足守庄絵図」には現在地に八満山と八幡宮の文字が記されており、これが現在の八幡宮の前身である。なお、「足守庄絵図」の実物は京都市の神護寺にあり、地割りや集落や寺社の配置など荘園の実態を伝える貴重な資料として重要文化財に指定されている。
江戸時代初期の慶長12年（1607年）足守藩主木下家が豊臣家の姻戚であることから、豊臣秀頼は奉行の小出吉政を遣わして木瀬浄阿彌作円鏡と呼ばれる青銅鏡を豊臣家再興を願って寄進した。これが現在の御神体である。木下家の入府後、江戸時代を通じて足守藩の総鎮守となり、木下家の産土神とした。
本殿が宝永3年（1706年）に現在地に造営された。しかし、幕末には焼亡し、現在の本殿は明治3年（1870年）に再建されたものである。

## 文化財
重要文化財（国指定）
- 八幡神社鳥居：南北朝時代の康安元年（1361年）に石大工の沙弥妙阿によって建造され、建造年が特定される鳥居としては日本最古のものである。明神鳥居の形態を採り両柱の基部に稚児柱を伴う両部鳥居である。花崗岩製で高さは4.3m、柱の中央間の幅は3.4mである。正面向かって右の柱には「康安元年辛丑十月二日　（中央）願主神主賀陽重人、（右）大工沙弥妙阿、（左）祝主僧頼澄」の刻銘がある。昭和31年（1956年）6月28日指定。

岡山県指定重要文化財
- 木瀬浄阿彌作円鏡：葦守八幡宮の神体で慶長12年（1607年）に豊臣秀頼が寄進した。昭和34年（1959年）3月27日指定。

## アクセス
- JR吉備線足守駅よりタクシーで約5分
- 岡山自動車道岡山総社ICより車で東へ約10分